# Thomas Winther Andersen
Thomas Winther Andersen (* 29. April 1969 in Oslo) ist ein norwegischer Jazzmusiker (Kontrabass, Komposition).

## Wirken
Andersen begann mit 13 Jahren, Bass zu spielen. Er studierte von 1988 bis 1993 Musik am Amsterdamer Konservatorium und erwarb ein Jahr später einen Master-Abschluss am Koninklijk Conservatorium Den Haag. 1995 erhielt er ein Stipendium vom niederländischen Fonds voor de podiumkunsten, um in New York bei Sal Mosca zu studieren.
In Europa arbeitete Andersen mit Musikern wie Håkon Storm, Jimmy Halperin, Jasper Blom, Michiel Borstlap, John Engels, Lee Konitz, Sheila Jordan, Robert Rook und Deborah Carter. Er lebt in Amsterdam und ist mit der Jazzsängerin Henriette Andersen verheiratet.
Andersen hat nicht nur zahlreiche Stücke für verschiedene Jazz-Ensembles komponiert, sondern auch Musik für große Ensembles und Kammermusik. Einige seiner Kompositionen wurden für das norwegische und niederländische Radio aufgenommen, sind aber auch auf seinem Soloalbum Too Much Bass? (2002) enthalten. Als Bandleader legte er weiterhin Alben wie Line Up (1998) und Out from a Cool Storage (2004) vor.

## Preise und Auszeichnungen
Independent Music Awards 2013: Spinnaker – „Best Jazz Album“

## Diskographische Hinweise
- Too Much Bass? (NorCD 2002)
- Jimmy Halperin, Axel Hagen, Thomas Winther Andersen: East of the Sun (Blue Jack Jazz Records 2005, sowie Frank Timpe, Mieke Honingh, Arlia De Ruiter und  Bastiaan van der Werf)
- Håkon Storm, Thomas Winther Andersen: Patchwork (NorCD 2009)
- Winther Storm Flotsam (NorCD 2019, mit Håkon Storm, Natalio Sued, Mark Coehoorn)